# جایزه بزرگ بلژیک ۱۹۶۸
جایزه بزرگ بلژیک ۱۹۶۸ (انگلیسی: ‎1968 Belgian Grand Prix‎) یک مسابقهٔ موتوری در رشتهٔ اتومبیل‌رانی فرمول یک بود که در تاریخ ۹ ژوئن ۱۹۶۸ در اسپا-فرانکورشان واقع در اسپا، بلژیک برگزار شد. این گراند پری در میان ۱۲ گراند پری در فصل ۱۹۶۸، مسابقهٔ شمارهٔ ۴ بود.
در این مسابقه که در ۲۸ دور و به مسافت ۳۹۴٫۸۰۰ کیلومتر (۲۴۵٫۳۱۷ مایل) برگزار شد، پول پوزیشن توسط کریس ایمون کسب شد و سریع‌ترین زمان برای طی یک دور پیست که برابر با ۳:۳۰٫۵ بود نیز توسط جان سرتیز به ثبت رسید.
بروس مک‌لارن از تیم مک‌لارن-فورد، پدرو رودریگز از تیم بی‌آرام و ژاکی ایکس از تیم فراری به‌ترتیب مقام‌های اول تا سوم مسابقه را کسب کردند.

## رده‌بندی قهرمانی پس از مسابقه
|       | جایگاه | راننده       | امتیاز |
| ----- | ------ | ------------ | ------ |
|       | ۱      | گراهام هیل   | ۲۴     |
|       | ۲      | دنی هیولم    | ۱۰     |
| ۱۴    | ۳      | بروس مک‌لارن  | ۹      |
| ۱     | ۴      | جیم کلارک    | ۹      |
| ۱۰    | ۵      | پدرو رودریگز | ۶      |
| منبع: |        |              |        |

|       | جایگاه | سازنده      | امتیاز |
| ----- | ------ | ----------- | ------ |
|       | ۱      | لوتوس-فورد  | ۲۹     |
|       | ۲      | مک‌لارن-فورد | ۱۷     |
| ۱     | ۳      | بی‌آرام      | ۱۲     |
| ۱     | ۴      | کوپر-بی‌آرام | ۹      |
| ۱     | ۵      | فراری       | ۷      |
| منبع: |        |             |        |

یادداشت
- تنها پنج جایگاه نخست از هر رده‌بندی نمایش داده شده‌است.